# Paul Sophus Epstein

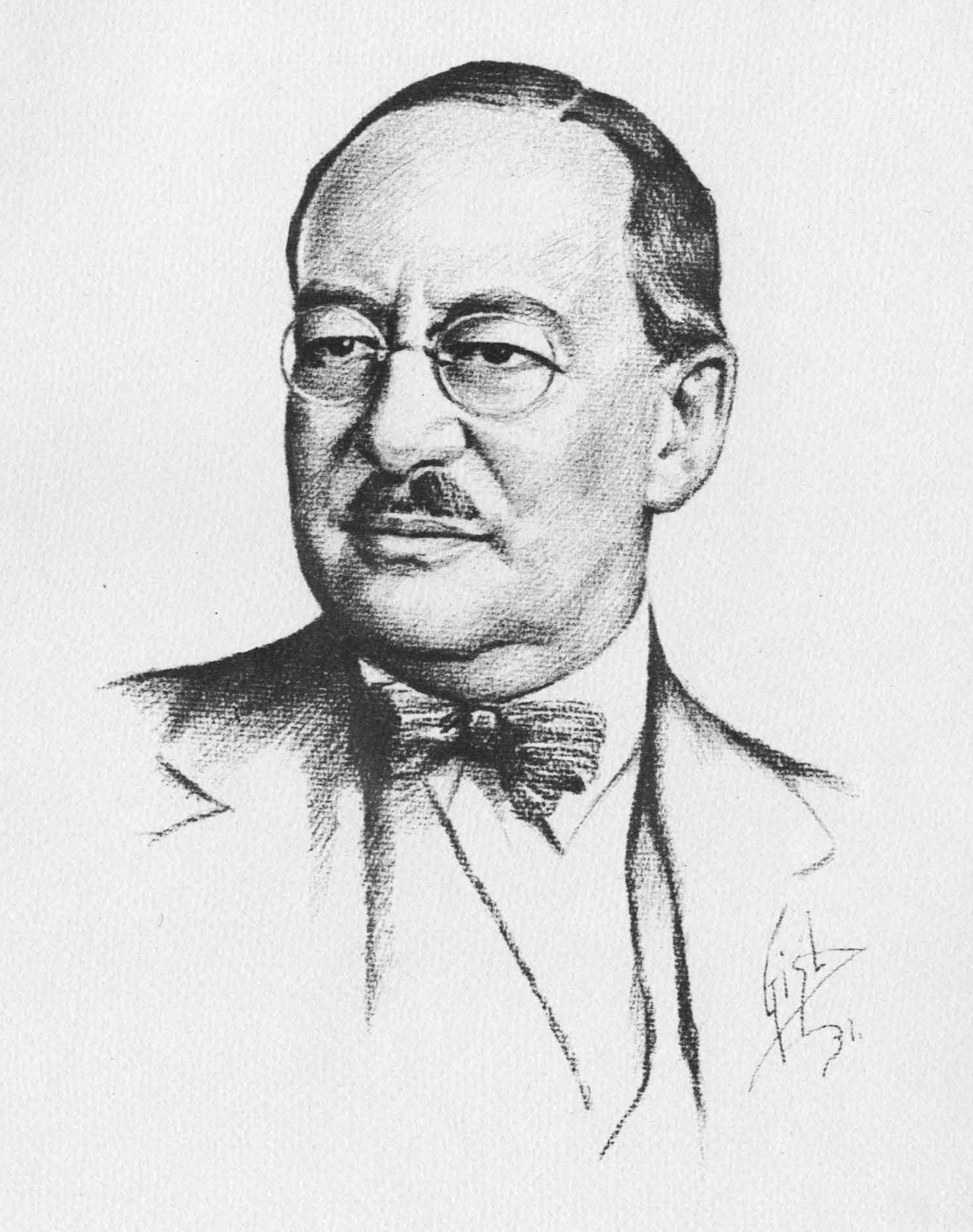
Paul Sophus Epstein (Zeichnung von 1931)

Paul Sophus Epstein (* 20. März 1883 in Warschau; † 8. Februar 1966 in Pasadena) war ein russisch-amerikanischer Physiker und Professor für Theoretische Physik am California Institute of Technology.

## Leben und Werk
Er wurde in eine jüdische Mittelklasse-Familie im damals russischen Warschau geboren und studierte Mathematik und Physik an der Universität in Minsk und von 1901 bis 1905 an der Universität Moskau, wo er Schüler von Pjotr Nikolajewitsch Lebedew war. Nach dem Abschluss 1909 war er Privatdozent an der Moskauer Universität. 1910 ging er nach München zu Arnold Sommerfeld, wo er 1914 über Beugungsprobleme promovierte (Über die Beugung an einem ebenen Schirm unter Berücksichtigung des Materialeinflusses). Auch während des Ersten Weltkriegs, als er als „feindlicher Ausländer“ eingestuft wurde, konnte er auf Verwendung von Sommerfeld hin in Deutschland bleiben und seine Forschungen fortsetzen. 1915 schrieb er mit Max von Laue den Artikel Wellenoptik in der Enzyklopädie der mathematischen Wissenschaften. 1916 behandelte er den Stark-Effekt in der Bohr-Sommerfeldschen älteren Quantentheorie, wie auch um dieselbe Zeit unabhängig Karl Schwarzschild. Wie Epstein berichtet arbeitete Schwarzschild ebenfalls auf Anregung von Sommerfeld in Konkurrenz zu Epstein und sandte die Ergebnisse wie Epstein an Sommerfeld. Schwarzschilds Formel war aber fehlerhaft und er korrigierte seine Arbeit nach Kenntnisnahme von Epsteins Resultaten vor der Publikation, die Epstein zuerst einreichte. Mit dieser Arbeit habilitierte sich Epstein in Zürich. Nach dem Ersten Weltkrieg war Epstein Assistent bei Hendrik Antoon Lorentz und Paul Ehrenfest in Leiden, bevor er 1921 von Robert Millikan ans California Institute of Technology nach Pasadena geholt wurde, wo er als Professor den Rest seiner Karriere bis zu seiner Emeritierung 1953 blieb.
In den 1920er Jahren leistete er weitere wichtige Beiträge zur damals neuen Quantenmechanik, unter anderem den Stark-Effekt und den Zeeman-Effekt. Außerdem beschäftigte er sich mit den unterschiedlichsten Bereichen der theoretischen Physik, von Schallabsorption in Suspensionen und im Nebel bis zu Schwingungen von Schalen und Platten und dem Luftwiderstand von Geschossen. 1920 publizierte er im Anschluss an Alfred Wegener Berechnungen zur Polflucht der Kontinente, die aber als Ursache der damals entdeckten Kontinentalverschiebung nicht ausreichten.
1930 wurde Epstein in die National Academy of Sciences aufgenommen. Seit 1921 war er Fellow der American Physical Society.
Er war seit 1930 mit Alice Ryckman verheiratet und hatte mit ihr eine Tochter. Neben Physik interessierte ihn auch Sigmund Freuds Psychoanalyse, mit der er sich schon seit seiner Zürcher Zeit beschäftigte. Er war mit Thomas Libbin einer der Gründer der Psychoanalytic Study Group, aus dem das Los Angeles Institute for Psychoanalysis hervorging.
Er sollte nicht mit dem Mathematiker Paul Epstein verwechselt werden.

## Schriften
- Textbook of thermodynamics, Wiley 1937